# Les Cinq Gosses d'oncle Johnny
Pour plus de détails, voir Fiche technique et Distribution.
Les Cinq Gosses d'oncle Johnny (titre original : Father Is a Bachelor) est un film américain en noir et blanc réalisé par Abby Berlin (en) et Norman Foster, sorti en 1950.

## Synopsis
Johnny Rutledge, un vagabond insouciant qui se produit dans des spectacles de rue de chant et de musique, se retrouve coincé dans une petite ville lorsque son employeur et ami, le vieux professeur Mordecai Ford, est mis en prison. Au cours d'une partie de pêche, il se lie d'amitié avec une fillette nommée May Chalotte et ses quatre jeunes frères : Janvier, Février et les jumeaux Mars et Avril, qui vivent à la campagne dans la pauvreté. Janvier révèle à Johnny qu'il a appris six mois auparavant que leurs parents avaient trouvé la mort dans un accident de bateau fluvial, mais qu'il ne l'a dit à personne excepté Février car il craint d'être envoyé dans un orphelinat. Johnny leur fait savoir qu'il est catégoriquement opposé à la prise de responsabilités, mais il se retrouve malgré lui en train de devenir leur « oncle ». Pour subvenir aux besoins des enfants, il travaille dans une ferme pendant la semaine, et le dimanche il est serveur et chanteur dans le restaurant de Jericho Schlosser.
Lorsque la jolie fille du juge local, Prudence Millett, vient demander pourquoi les garçons ne vont pas à l'école, Johnny est obligé de prétendre qu'il est leur oncle. Une romance commence à fleurir, malgré l'aversion de Johnny envers toute forme d’engagement (Il avait travaillé très dur pour sortir de la pauvreté, et était devenu propriétaire pour moitié d'une papeterie. Après que son associé se fût enfui avec les fonds de l'entreprise, Johnny avait renoncé à être un citoyen responsable).
Lorsque le riche et mal aimé Jeffrey Gilland Sr., ordonne à Johnny de tenir ses enfants peu recommandables loin de son fils Jeffrey Jr., Johnny se bat avec lui. Gilland lui intente un procès et Johnny est mis aux arrêts. Prudence paye sa caution mais les ennuis de Johnny ne sont pas terminés : l'avocat de Gilland, Platon Cassin, a découvert la vérité sur les parents des enfants ; il fait chanter Johnny pour qu'il accepte d'épouser l'une de ses sœurs aînées, Geneviève et Adélaïde, condition pour pouvoir garder les enfants. Platon convainc également Prudence que Johnny utilisait les enfants pour la séduire.
Johnny a l’intention de s'enfuir avec le professeur Ford, sorti entre-temps de prison. La petite May invite les villageois à sa fête d'anniversaire, le lendemain, avec l'intention d'en faire une fête d'adieu en l'honneur de l' « oncle Johnny ». Pendant ce temps, Johnny dissuade le jeune fils de Gilland de faire une fugue. Lors de la fête, Gilland, reconnaissant, lui annonce qu'il va retirer sa plainte. Prudence a vu jusqu'où Johnny était prêt à aller pour sauver les enfants de l’orphelinat. Lorsque May lui demande, en présence de Johnny, si elle peut  être sa tante, Prudence lui fait comprendre qu'elle n'a rien contre cette idée. Alors Johnny s'en va dire à Adélaïde qu'il aime Prudence. Le professeur Ford quitte la ville, laissant Johnny avec sa nouvelle famille.

## Fiche technique
- Titre : Les Cinq Gosses d'oncle Johnny
- Titre original : Father Is a Bachelor
- Réalisation : Abby Berlin (en) et Norman Foster
- Scénario : Aleen Leslie, James Edward Grant
- Direction artistique : Carl Anderson
- Costumes : Jean Louis (robes)
- Photographie : Burnett Guffey
- Montage : Jerome Thoms
- Musique : Arthur Morton
- Son : George Cooper
- Production : S. Sylvan Simon
- Société de production et de distribution : Columbia Pictures
- Pays de production :  États-Unis
- Langue originale : anglais
- Format : noir et blanc —  35 mm — 1.37:1 — son : Mono  (Western Electric Recording)
- Genre : comédie musicale, comédie romantique
- Durée : 84 minutes
- Dates de sortie :
  - États-Unis : 22 février 1950
  - France : 18 octobre 1963

## Distribution
- William Holden : Johnny Rutledge
- Coleen Gray : Prudence Millett
- Mary Jane Saunders : May Chalotte
- Charles Winninger : le professeur Mordecai Ford
- Stuart Erwin : Constable Pudge Barnham
- Clinton Sundberg : Plato Cassin
- Gary Gray : Jan Chalotte
- Sig Ruman : Jericho Schlosser
- Billy Gray : Feb Chalotte
- Lloyd Corrigan : Judge Millett
- Frederic Tozere : Jeffrey Gilland Sr.
- Peggy Converse : Genevieve Cassin
- Lillian Bronson : Adelaide Cassin